# Cruis'n USA
El Cruis'n USA és un videojoc de curses per a màquines recreatives creat el 1994 per Midway Games. El Cruis'n estava ideat com un dels joc de llançament de la Nintendo 64, si bé finalment la versió per a consola va ser llançada després que la mateixa màquina. El joc tracta de realitzar una sèrie de curses per travessar els EUA amb qualsevol dels quatre cotxes disponibles (hi ha 3 més per desbloquejar), contra nou contrincants.
Cruis'n USA es marca com el primer llançament de la col·laboració de la plataforma "Ultra 64" entre Midway i Nintendo, tot i que es basava en el maquinari arcade de la unitat V de Midway, anterior al maquinari arcade de Killer Instinct que es convertiria en el Nintendo 64. El port d'origen va ser publicat per Nintendo com a part de l'acord.
La versió arcade va tenir un èxit crític i comercial, fent comparacions favorables amb Daytona USA de Sega. La versió de Nintendo 64 va rebre crítiques pobres, però també va tenir èxit comercial. Va ser llançat a la Virtual Console de Wii a Europa el 28 de març de 2008, convertint-se en el primer joc de Nintendo 64 desenvolupat per tercers que es va llançar al servei. Va estar disponible a la consola virtual a Amèrica del Nord el 31 de març de 2008.

## Jugabilitat

Els jugadors prenen el control del vehicle des d'una perspectiva en tercera persona i, mentre eviten diversos perills al llarg del camí, han de superar el rellotge i els rivals controlats per la CPU per aconseguir el primer lloc. Fotografia de la versió arcade

Com en la majoria de jocs de carreres, els jugadors corren per pistes unidireccionals que consisteixen en carrers basats vagament en ubicacions de la vida real. Durant la cursa, fan tot el possible per evitar diversos perills a la carretera, com ara el trànsit i les obres. Els jugadors han de triar entre set cotxes diferents, amb transmissió automàtica o manual. Els entorns inclouen el Golden Gate Park, a San Francisco, fins a Washington DC.
A cada cursa, els jugadors han d'arribar al primer lloc per avançar a la següent pista, i hi ha un límit de temps per assolir l'objectiu, que es pot ampliar passant per punts de control. Si el jugador no acaba abans que el temporitzador arribi a zero, el joc s'acaba, tret que hi hagi un continue disponible. A diferència de la majoria de jocs de carreres, hi ha l'opció de canviar la música prement el botó de música.

## Vehicles
Els quatre vehicles que apareixen al joc són vehicles genèrics basats en la vida real que consisteixen en un Chevrolet Corvette de 1963 etiquetat com a Muscle Car de 1963, un Ferrari Testarossa de 1991 etiquetat com a Italia P69, un 1940 Ford V-8 De Luxe etiquetat com "La Bomba", i un Hyundai HCD-II Epoch etiquetat com a "Devastator IV". Els cotxes de bonificació consisteixen en un cotxe de policia Chevrolet Caprice de 1991, un autobús escolar i un Jeep Wrangler etiquetat com a vehicle tot terreny.

## Desenvolupament
A principis de 1994, Nintendo va signar un acord de llicència amb WMS Industries, l'empresa matriu de Midway, que va permetre a Midway llançar dos jocs arcade anunciats com la primera versió del maquinari Ultra 64 i va formar una empresa conjunta anomenada "Williams/Nintendo" per portar aquests dos jocs a les seves consoles. Nintendo volia un joc de carreres arcade per competir contra el joc de carreres de SegaDaytona USA i el de Namco Ridge Racer, tots dos van tenir èxit en aquell moment. Eugene Jarvis, que havia desenvolupat Defensor (1981) i Robotron: 2084 (1982) per a Williams Electronics, va ser el líder desenvolupador. Jarvis va presentar un concepte de joc de carreres a Williams i Nintendo. Juntament amb Killer Instinct, creat per Rare, l'original d'arcade es va presentar al Consumer Electronics Show de juny de 1994. com a maquinari arcade de marca Ultra 64, compartint la marca de la propera consola domèstica de Nintendo, amb el nom en clau Ultra 64. Uns mesos més tard, el president de Nintendo of America Howard Lincoln va admetre que "Cruisin' USA" en realitat es va programar abans que la versió de consola basada en MIPS CPU de les eines de desenvolupament Ultra 64 estigués disponible a Silicon Graphics, i fins i tot en aquest moment Rare era l'única empresa de desenvolupament que tenia accés a aquestes eines de desenvolupament. El gabinet Cruis'n USA mostrat al Consumer Electronics Show s'executava en un tauler JAMMA modificat. Cruis'n USA funciona amb una unitat Midway V, que és molt diferent del que seria la Nintendo 64 basada en Silicon Graphics. La unitat Midway V consta d'una CPU TMS32031 de 50 MHz, un ADSP de 10 MHz-2115 DSP per al so i un xip 3D personalitzat que pot representar quads correctes en perspectiva però sense filtrar a una alta resolució (512 × 400 píxels).
Williams, els desenvolupadors de la versió de Nintendo 64, van haver de rebaixar la majoria dels gràfics arcade per adaptar-se al maquinari de la consola domèstica. Inicialment anunciat com a títol de llançament de Nintendo 64 juntament amb Killer Instinct, menys d'un mes abans del dia del llançament, es va retirar de la línia i es va tornar a Williams per a ser reequipat perquè no complia els estàndards de qualitat de Nintendo. Diversos elements del joc, com l'habilitat d'atropellar animals, i representacions de Bill i Hillary Clinton van ser censurats a partir de la versió de Nintendo 64. Durant els últims dos mesos de desenvolupament, la gent va enviar cartes o correus electrònics sobre la censura. Jarvis també s'hi va oposar públicament: "Sembla que no tenen sentit de l'humor. No sé què passa amb aquesta gent".

## Rebuda
La versió arcade de Cruis'n USA va tenir un èxit crític i comercial. Als Estats Units, RePlay va informar que Cruis'n USA era el segon el joc arcade de luxe més popular el novembre de 1994, i Play Meter va enumerar el títol com el segon joc arcade més popular el desembre de 1994. Va ser una dels cinc arcades més venuts d'Amèrica el 1994, rebent un premi Diamond de l'American Amusement Machine Association (AMAA). Va ser el gabinet d'arcade dedicat més taquiller d'Amèrica del 1995.
Next Generation va revisar la versió arcade del joc; tot i que consideraven el joc com gràficament menys impressionant que els seus rivals, van elogiar altres aspectes que podrien rivalitzar amb jocs com Out Run de Sega.
La versió de Nintendo 64 va tenir crítiques majoritàriament negatives i va obtenir una puntuació de GameRankings del 50,63% basada en 16 ressenyes. Les crítiques van criticar àmpliament la freqüència de fotogrames, mala detecció de col·lisions, i la música, que deien que era tant estilísticament inadequada com mal composta. Next Generation va concloure que "aquesta conversió a mitges és exactament el que Nintendo 64 no necessita". Jeff Gerstmann de GameSpot i Air Hendrix de GamePro va tenir més reaccions mixtes que la majoria. Gerstmann va elogiar els controls quan s'utilitzava el l'stick analògic del controlador Nintendo 64, però va concloure que el joc era una gran decepció. Air Hendrix, tot i que va criticar molt elements com la finestra emergent en el mode de dos jugadors i la manca de varietat en general, va dir que és essencialment una conversió fidel del joc d'arcade i que val la pena provar-lo com a lloguer, encara que no és una compra directa. Peer Schneider de IGN i Kraig Kujawa de Electronic Gaming Monthly van dir que el mode de pantalla dividida per a dos jugadors és el més destacat del joc, tot i que va assenyalar que els problemes de velocitat de fotogrames són encara pitjors en aquesta modalitat. El co-revisor de Kujawa, Dean Hager, va dir que el joc "certament no mostra la potència de processament de la N64", i Shneider va dir que li faltava il·lusió i que estava "probablement condemnat a ser el nadir dels jocs de carreres N64 durant molts anys."
Malgrat les crítiques negatives, la versió de Nintendo 64 de Cruis'n USA va tenir unes vendes fortes, gràcies en gran part a una combinació de la popularitat de la consola i la petita biblioteca de jocs disponible en aquell moment. Va ser el sisè videojoc més venut de la temporada de compres de Nadal de 1996 segons les dades de TRST, amb tres dels cinc jocs més venuts també eren jocs de Nintendo 64. A finals de 1997 havia venut més d'un milió de còpies. El 1995, la revista Flux va classificar la versió arcade en el lloc 63 en el seu "Top 100 Video Games".
En revisar el llançament de la consola virtual a Nintendo Life, Damien McFerran es va fer ressò de moltes de les crítiques originals sobre la velocitat de fotogrames brusca, la mala detecció de col·lisions i la manca de velocitat i emoció, i va dir que fins i tot l'original de l'arcade és un joc bastant pobre.